# Музбель
Музбе́ль (каз. Мұзбел) — село у складі Кордайського району Жамбильської області Казахстану. Входить до складу Алгинського сільського округу.
У радянські часи село мало статус селище міського типу і називалось Курдай.
Населення — 139 осіб (2021; 184 у 2009, 270 у 1999, 1462 у 1989).